# Hemicaranx zelotes
Hemicaranx zelotes es una especie de peces de la familia Carangidae en el orden de los Perciformes.

## Morfología
Los machos pueden llegar alcanzar los 35 cm de longitud total.

## Distribución geográfica
Se encuentra desde Baja California (México) hasta Perú.